# Angełow wrych
Angełow wrych (bułg. Ангелов връх) – szczyt pasma górskiego Riła, w Bułgarii, o wysokości 2643 m n.p.m. To najwyższy szczyt w południowo-zachodniej Rile.
Angełow wrych zbudowany jest z granitu. Południowe stoki szczytu są strome, natomiast wschodnie stoki są łagodne i porośnięte łąką. W północnej i zachodniej części szczytu znajdują się cyrki lodowcowe. Angełow wrych, tłumacząc na język polski, znaczy Anielski szczyt. Nazwa szczytu wywodzi się od imienia bułgarskiego hajduka Angeła Kariotowa.